# 남자 포환던지기 대한민국 기록 추이
남자 포환던지기 대한민국 기록 추이는 다음과 같다.
| # | 기록   | 차이    | 선수   | 소속         | 날짜         | 대회명                                                              | 개최지        | 경기장                         | 주석 및 기타                    | 동영상 |
|   | 11m 03 |         | 임호근 | 배제고       | 1960. 10. 27 | 제9회 서울시학도체육대회                                            | 대한민국 서울 | 서울운동장                     | [ 1 ]                           |        |
|   | 13m 87 |         | 박승규 | 고려대       | 1959. 07. 07 | 제10회 전국 대학 육상 경기 선수권 대회                              | 대한민국 전주 | 서울 운동장                    | 종전 13.73 박승규               |        |
|   | 14m 00 |         | 임호근 | 훈련단       | 1963. 10. 05 | 제44회 전국 체육 대회                                               | 대한민국 전주 | 전주 종합 경기장               | 종전 13.89                      |        |
|   | 14m 04 | + 04cm  | 임호근 | 훈련단       | 1964. 01. 16 | 훈련단 경기 기록회                                                  | 대한민국 부산 |                                | [ 4 ]                           |        |
|   | 14m 23 | + 19cm  | 임호근 | 경희대       | 1964. 05. 10 | 전국 육상 선수권 대회 겸 동경 올림픽 파견 육상 선수 제3차 선발 대회 | 대한민국 서울 | 효창 운동장                    | [ 5 ]                           |        |
|   | 14m 55 | + 32cm  | 임호근 | 경희대       | 1964. 06. 13 | 제18회 전국남녀육상경기선수권대회                                   | 대한민국 서울 | 효창경기장                     | [ 6 ]                           |        |
|   | 14m 61 | + 06cm  | 이성우 | 동아대       | 1981. 06. 13 | 제35회 전국 남녀 대학 육상 경기 대회                                | 대한민국 부산 | 구덕 운동장                    | [ 7 ]                           |        |
|   | 14m 88 | + 17cm  | 한민수 | 성균관대     | 1982. 04. 18 | 82년 육상 시즌 오픈 기록 대회                                       | 대한민국 서울 | 동대문 운동장                  | [ 8 ]                           |        |
|   | 14m 92 | + 04cm  | 한민수 | 성균관대     | 1982. 10. 17 | 제63회 전국 체육 대회                                               | 대한민국 마산 |                                | [ 9 ]                           |        |
|   | 15m 34 | + 42cm  | 한민수 | 성균관대     | 1982. 10. 30 | 제36회 전국육상선수권대회                                           | 대한민국 서울 | 서울운동장                     | [ 10 ]                          |        |
|   | 15m 53 | + 19cm  | 한민수 | 성균관대     | 1985. 05.    | 제13회 종별 육상 선수권 대회                                        | 대한민국 서울 | 서울 운동장                    | [ 11 ]                          |        |
|   | 16m 11 | + 58cm  | 한민수 | 성균관대     | 1985. 4. 27  | 85 시즌 오픈 기록회                                                 | 대한민국 서울 | 동대문 운동장                  | 1위. 2위 유혁도 15m 71로 신기록 |        |
|   | 16m 29 | + 18cm  | 한민수 | 성균관대     | 1985. 5. 10  | 제14회 전국종별육상선수권대회                                       | 대한민국 서울 | 동대문운동장                   | [ 13 ]                          |        |
|   | 16m 44 | + 15cm  | 한민수 | 성균관대     | 1985. 06. 08 | 제39회 전국남녀대학대항경기대회                                     | 대한민국 대전 | 대전 공설 운동장               | [ 14 ]                          |        |
|   | 16m 71 | + 27cm  | 한민수 | 성균관대     | 1985. 06. 15 | 제39회 전국남녀육상경기선수권대회                                   | 대한민국 서울 | 올림픽 주경기장                | [ 15 ]                          |        |
|   | 16m 94 | + 23cm  | 유혁   | 성균관대     | 1989. 9. 28  | 제70회 전국 체육 대회                                               | 대한민국 수원 | 수원공설운동장                 | [ 16 ]                          |        |
|   | 17m 06 |         | 유혁   | 성균관대     | 1989. 10. 06 | 키예브시육상선수권대회                                              |               |                                |                                 |        |
|   | 17m 09 | + 03cm  | 이승훈 | 익산시청     | 1993. 04. 25 | 제5회 전국실업단대항육상경기대회                                    | 대한민국 수원 | 수원종합운동장                 | [ 17 ]                          |        |
|   | 17m 12 | + 03cm  | 이승훈 | 익산시청     | 1993. 05. 13 | 제1회 동아시아 경기 대회                                            | 중국 상하이   |                                | 3위                             |        |
|   | 17m 13 | + 01cm  | 이승훈 | 익산군청     | 1993. 10. 13 | 제74회 전국 체육 대회                                               | 대한민국 광주 | 무등경기장                     | 1차 시기                        |        |
|   | 17m 61 | + 48cm  | 이승훈 | 익산군청     | 1993. 10. 13 | 제74회 전국 체육 대회                                               | 대한민국 광주 | 무등경기장                     | 결선 4차 시기                   |        |
|   | 17m 78 | + 17cm  | 이승훈 | 익산시청     | 1994. 05. 14 | 제23회 전국 종별 육상 경기 선수권 대회                              | 대한민국 서울 | 올림픽 주경기장                | [ 19 ]                          |        |
|   | 17m 81 | + 03cm  | 이승훈 | 익산시청     | 1994. 05. 28 | 대만 국제 친선 육상 경기 대회                                       |               |                                | [ 20 ]                          |        |
|   | 18m 09 | + 0.28m | 이승훈 | 익산시청     | 1995. 05. 23 | 95 필리핀 오픈 국제 육상 선수권 대회                                | 필리핀 마닐라 |                                | [ 21 ]                          |        |
|   | 18m 10 | + 01cm  | 김재일 | 울산시청     | 2001. 04. 18 | 제5회 전국 실업 육상 경기 선수권 대회                               | 대한민국 속초 | 속초 종합 경기장               |                                 |        |
|   | 18m 14 | + 04cm  | 김재일 | 울산시청     | 2002. 04. 16 | 제6회 전국 실업 육상 경기 선수권 대회                               | 대한민국 동해 |                                |                                 |        |
|   | 18m 25 | + 11cm  | 김재일 | 울산시청     | 2002. 05. 03 | 제31회 전국 종별 육상 경기 선수권 대회                              | 대한민국 김천 | 김천 종합 운동장               |                                 |        |
|   | 18m 38 | + 13cm  | 김재일 | 울산시청     | 2002. 05. 03 | 제31회 전국 종별 육상 경기 선수권 대회                              | 대한민국 김천 | 김천 종합 운동장               | 3차 시기                        |        |
|   | 18m 47 | + 09cm  | 김재일 | 울산시청     | 2002. 05. 03 | 제31회 전국 종별 육상 경기 선수권 대회                              | 대한민국 김천 | 김천 종합 운동장               | 4차 시기                        |        |
|   | 18m 51 | + 04cm  | 손현   | 경산시청     | 2006. 06. 15 | 제10회 전국 실업 육상 경기 선수권 대회                              | 대한민국 안동 | 안동종합경기장                 | [ 22 ]                          |        |
|   | 18m 66 | + 15cm  | 황인성 | 인천시청     | 2008. 10. 12 | 제89회 전국 체육 대회                                               | 대한민국 여수 | 망마경기장                     | 일반부.                         |        |
|   | 18m 86 | + 20cm  | 황인성 | 국군체육부대 | 2010. 10. 10 | 제91회 전국 체육 대회                                               | 대한민국 진주 | 진주 종합 경기장               | 일반부.                         |        |
|   | 19m 36 | + 50cm  | 정일우 | 성남시청     | 2015. 06. 08 | 제43회 KBS배 전국육상경기대회                                       | 대한민국 춘천 | 춘천 송암스포츠타운 육상경기장 | 대학일반부 1위                  |        |
|   | 19m 49 | + 13cm  | 정일우 | 성남시청     | 2015. 07. 13 | 2015 한중일 친선 육상 경기 대회                                     | 일본 삿포로   |                                | 2위                             |        |

## 같이 보기
- 남자 포환던지기 세계 기록 추이
- 여자 포환던지기 대한민국 기록 추이
- 여자 포환던지기 세계 기록 추이